# Dassault Mystère IV
Дассо MD-454 «Мистэ́р» IV (фр. Dassault MD-454 Mystère IV) — французский истребитель-бомбардировщик, разработанный на основе ранней модификации «Мистэр» II. Совершил первый полёт 28 сентября 1952 года, состоял на вооружении с 1953 года. Всего построено около 400 самолётов. Поставлялся на экспорт в Индию и Израиль, применялся в нескольких вооружённых конфликтах.
Выкаченный из ангара в Истре в августе 1952 года, новый Mystere IV внешне был во многом похож на Mystere IIС, однако были и весьма существенные отличия: усиленный, более длинный фюзеляж овального поперечного сечения; модифицированное хвостовое оперение с цельноповоротным стабилизатором; новый более мощный французский ТРД Hispano-Suiza Verdon (первые 50 самолётов получили двигатель Rolls-Royce RB.44 Tay), а стреловидность крыла по линии 1/4 хорд возросла с 30° до 38°.
Первый Mystere IV поднялся в воздух 28 сентября 1952 года, а первый серийный самолёт ВВС Франции получили в июне 1954 года. Серийный Mystere IVA отличался от Mystere IV внедрением 60 различных инженерно-конструкторских решений, наиболее заметными из которых были более высокий киль и увеличенный надфюзеляжный гаргрот, а также удлинённая хвостовая часть фюзеляжа. США профинансировали французам закупку 225 самолётов Mystere IVA (кроме того, ВВС Франции разместили самостоятельный заказ на 16 самолётов), а ещё 170 машин были поставлены на экспорт — 110 для Индии и 60 для Израиля. Всего в 1954—1958 годаx был выпущен 421 самолёт Mystere IVA, окончательной c6opкой занимался завод «Dassault» В Mepиньяке. Caмолёты Mystere IVA принимали yчастиe в 6оевыx oпepaцияx, проводимых каждым его эксплуатантом, например, французские самолёты принимали участие в Суэцком кризисе в ноябре 1956 года.
Получив опыт эксплуатации самолётов Toofani (Ouragan), ВВС Индии заказали в общей сложности 110 самолётов Mystere IVA. Первые машины поставлены в 1957 году в 1 -ю эскадрилью. Самолёты приняли активное участие в индо-пакистанской войне 1965 года — 3-я и 31 -я эскадрильи использовали их как ударные. Последний самолёт списан из 31-й эскадрильи в 1973 году.
Израиль приобрёл 60 истребителей Mystere IVA; первые 24 самолёта, поставленные в мае 1956 года в 101-ю эскадрилью, успели принять участие в боях на Синае и сбили 7 машин противника. Остальные 36 самолётов прибыли в августе, включая один самолёт-разведчик, — из них в декабре сформировали 109-ю эскадрилью. После поступления в войска в 1960-е годы Mirage III, самолёты Mystere стали использовать как истребители-бомбардировщики. В 1970-х годах они покинули службу.
Mystere IVA служил в BBC Франции длительное время — 7-я истребительная эскадра эксплуатировала их в качестве учебных даже после перевооружения на Jaguar, а Школа подготовки лётчиков истребительной авиации в Туре летала на Mystere IVA до 1984 года.
Серийный Mystere IVA был вооружён двумя 30-мм пушками DEFA 551 (внизу носовой части фюзеляжа), в качестве опции под фюзеляжем за пушками можно было подвесить блок MATRA на 55 НАР, а на четырёх подкрыльевых пилонах — 500-кг или 250-кг бомбы, либо 480-литровые баки с напалмом, либо блоки MATRA на 19 НАР, либо шесть 105-мм НАР.
Mystere IVB отличался от Mystere IVA изменённой конструкцией и формой носовой и хвостовой частей фюзеляжа, а также двигателем Hispano-Suiza Avon. Кроме того, канал воздухозаборника проходил прямо под кабиной, а не обходил её, раздваиваясь, как ранее. Это привело к тому, что носовая стойка шасси теперь убиралась назад по полёту, разворачиваясь на 90°, и укладывалась в нишу под каналом воздухозаборника. Хвостовую часть фюзеляжа пришлось удлинить, чтобы вместить двигатель с форсажной камерой.
Первая партия из шести машин была заказана в декабре 1952 года, а первый полёт Mystere IVB совершил 16 декабря 1953 года. Причём первые самолёты имели некоторые различия. Рассматривалась возможность постройки серийного варианта с ТРД SNECMA Atar 101G.
В рамках реализации программы Mirage в 1956 году Mystere IVB прошёл серию летных испытаний с реактивным ускорителем SEPR под хвостовой частью фюзеляжа. Созданный на базе Mystere IVB, вариант Mystere IVN имел удлинённую переднюю часть фюзеляжа, в кабине по схеме тандем располагались пилот и оператор РЛС. Самолёт получил носовой обтекатель в стиле F-86D. Прототип оснащался двигателем Avon RA.7R, но серийные образцы данного всепогодного истребителя получили двигатели SNECMA Atar 101G с форсажной камерой, а также отличались размещёнными в фюзеляже пусковыми установками НАР.

Лётчиком-испытателем самолёта был русский пилот Константин Розанов.

## Тактико-технические характеристики

Схема Mystère IV.

### Технические характеристики
- Экипаж: 1 человек
- Длина: 12,89 м
- Размах крыла: 11,12 м
- Высота: 4,46 м
- Площадь крыла: 32 м²
- Масса пустого: 5870 кг
- Масса снаряжённого: 7750 кг
- Масса максимальная взлётная: 10 200 кг
- Двигатель: Испано-Сюиза «Вердон» 350 (1×34,4 кН)

### Лётные характеристики
- Максимальная скорость у земли: 1120 км/ч
- Дальность полёта: 1310 км
- Практический потолок: 15 000 м
- Скороподъёмность: 45 м/с (2700 м/мин)

### Вооружение
- Пушки: 2×30 мм (DEFA), боекомплект — 150 сн/ствол
- Боевая нагрузка — до 1000 кг на 4 точках подвески

### Главные эксплуатанты
Франция
- Военно-воздушные силы Франции

 Индия

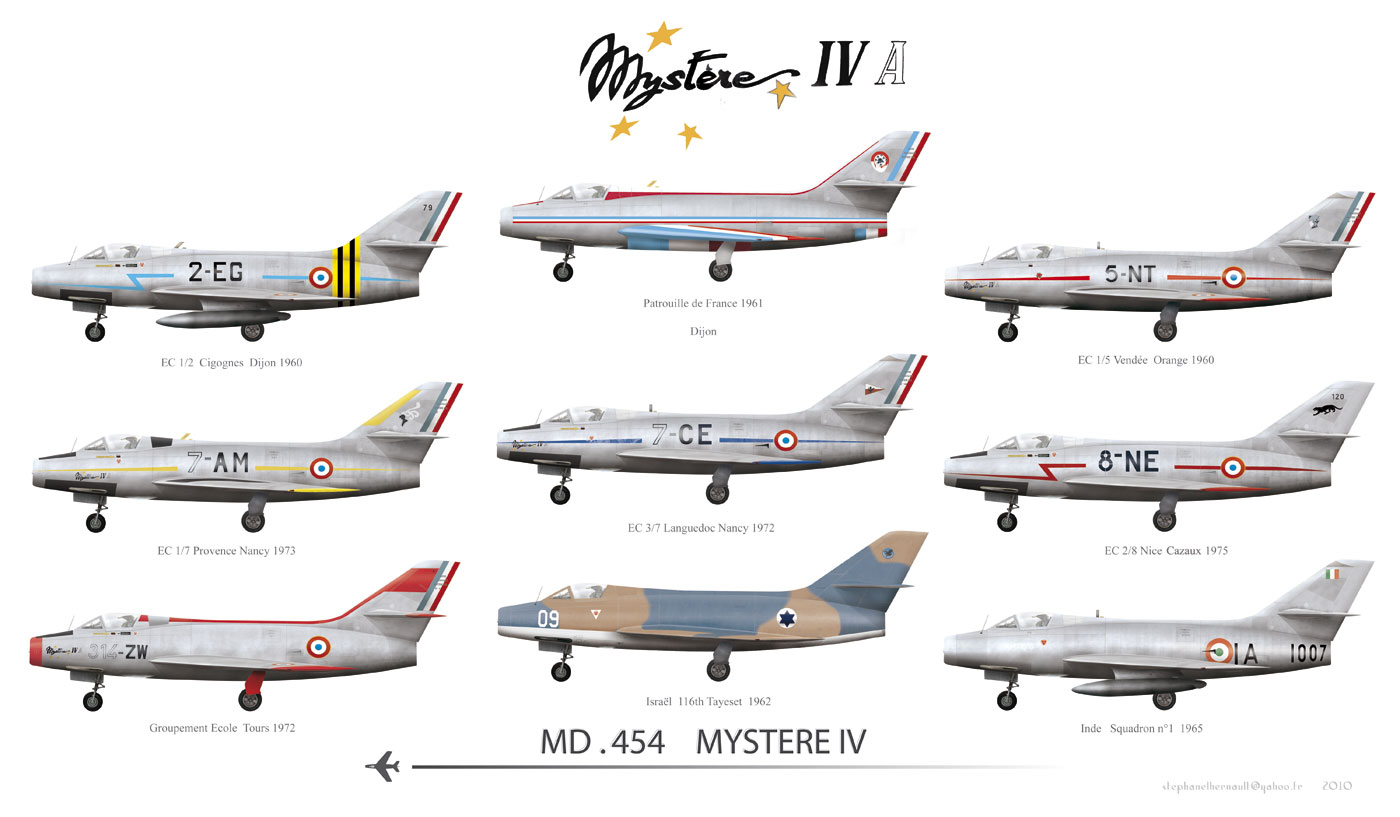
Dassault Mystère IV MD 454

- Военно-воздушные силы Индии. 104 самолёта. Сняты с вооружения в 1973 году.

 Израиль
- Военно-воздушные силы Израиля

## Боевое применение

### Арабо-израильский конфликт
В ходе Суэцкого кризиса 1956 года заявлялось, что израильские Mystere IV могли сбить 8 египетских самолётов (четыре МиГ-15 и четыре Vampire), однако, согласно египетским данным было сбито только два МиГ-15, ещё один был подбит и совершил вынужденную посадку.
Израильские самолёты Mystère в ходе войны также подбили британский боевой корабль Crane (U23), который в свою очередь сбил два атакующих израильских «Мистэра», первый во втором заходе и второй в третьем заходе. Примечательно, что британский зенитчик Рой Джозеф Лоадер был награждён медалью «За выдающиеся заслуги» за сбитие дружественного израильского самолёта из 40мм пушки Bofors .
8 января 1959 два израильских истребителя Mystere IVA были сбиты египетскими МиГ-15.

### Индо-пакистанский конфликт
В ходе Второй индо-пакистанской войны 1965 года было уничтожено 18 самолётов Mystere IV. 16 сентября 1965 года Mystere IVA сбил пакистанский Cessna O-1 Bird Dog. 7 сентября 1965 года во время налёта на Саргодху Mystere сбил Lockheed F-104 Starfighter. Спустя 23 года пилот этого Mystere был награждён орденом Maha Vir Chakra, второй по значимости индийской военной наградой. Кроме того во время войны самолёты Mystere также уничтожили несколько самолётов находящихся на земле. После второй индо-пакистанской войны начался процесс снятия этих самолётов с вооружения.
В ходе Третьей индо-пакистанская войны 1971 года Mystere IVA использовались исключительно в качестве самолёта-штурмовика.

### Гражданская война в Сальвадоре (1979—1990)
В 1975 году 18 самолётов было закуплено в Израиле, после начала гражданской войны использовались для нанесения ударов по наземным целям. 27 января 1982 года 5 самолётов были взорваны в результате диверсии на авиабазе Илопанго.